# Nicole Shields
Nicole Shields (Invercargill, 9 september 1999) is een Nieuw-Zeelandse baan- en wegwielrenster. Shields won de ploegenachtervolging op de Oceanische kampioenschappen baanwielrennen in 2019. Bij de Olympische Zomerspelen 2024 won ze zilver op het onderdeel  ploegenachtervolging,

## Belangrijkste Resultaten

### Baanwielrennen
| Jaar     | NK                                   | OK                                   | WK                   | Overig                                    |
| Junioren | Junioren                             | Junioren                             | Junioren             | Junioren                                  |
| -------- | ------------------------------------ | ------------------------------------ | -------------------- | ----------------------------------------- |
| 2016     |                                      | achtervolging                        | ploegenachtervolging |                                           |
| 2017     | scratch · achtervolging · teamsprint |                                      | ploegenachtervolging |                                           |
| Elite    |                                      |                                      |                      |                                           |
| 2018     | achtervolging                        | ploegenachtervolging · achtervolging |                      |                                           |
| 2019     |                                      | ploegenachtervolging                 |                      | WB Hongkong: ploegenachtervolging         |
| 2020     | omnium                               |                                      |                      |                                           |
| 2021     | koppelkoers                          |                                      |                      |                                           |
| 2022     |                                      |                                      |                      |                                           |
| 2023     |                                      |                                      |                      |                                           |
| 2024     |                                      | achtervolging                        |                      | Olympische Spelen: · ploegenachtervolging |